# Liste der Orgeln in Emden
Die Liste der Orgeln in Emden umfasst alle erhaltenen Orgeln der kreisfreien Stadt Emden in Ostfriesland, einschließlich der Stadtteile, die bei der Gebietsreform in Niedersachsen 1972 hinzugekommen sind. Infolge der Luftangriffe am 6. September 1944 wurden alle historischen Orgeln der Emder Innenstadt zerstört.
In der sechsten Spalte bezeichnet die römische Zahl die Anzahl der Manuale, ein großes „P“ ein selbstständiges Pedal, ein kleines „p“ ein nur angehängtes Pedal und die arabische Zahl in der vorletzten Spalte die Anzahl der klingenden Register.
| Ort       | Kirche                              | Bild | Orgelbauer                              | Jahr                 | Manuale | Register | Anmerkungen |
| --------- | ----------------------------------- | ---- | --------------------------------------- | -------------------- | ------- | -------- | --- |
| Borssum   | Erlösergemeinde                     |      | Alfred Führer                           | 1964–1965            | I/p     | 3        | |
| Borssum   | St.-Nikolaus-Kirche                 |      | Alfred Führer                           | 1958                 | I/p     | 6        | 2004 aus Lilienthal gebraucht erworben und von Bartelt Immer saniert                                                                                          |
| Borssum   | Reformierte Kirche                  |      | Emil Hammer                             | 1966                 | I/P     | 11       | 2009 von Bartelt Immer repariert |
| Emden     | Baptistenkirche                     |      | Rudolf Janke                            | 1972                 | II/P    | 13       | |
| Emden     | Gemeindehaus Constantia             |      | Hendrik Jan Vierdag                     | 1974                 | I       | 4        | Vormals Gemeindehaus Harsweg |
| Emden     | Gemeindehaus Franekerweg            |      | Alfred Führer                           | 1985                 | I       | 3        | |
| Emden     | Harsweg                             |      | Ahrend & Brunzema                       | 1956                 | I       | 4        | Ursprünglich für die Lambertikirche (Aurich) als Interimsorgel gebaut, dann nach Emden (zunächst Arche Barenburg) überführt; 1993 von Jürgen Ahrend renoviert |
| Emden     | Johannes-Gemeinde                   |      | Hermann Hillebrand                      | 1968/78              | I/p     | 5        | Vor 1978 in Hannover (Heilig-Geist-Kirche); im Zuge der Überführung 2 Register umgebaut                                                                       |
| Emden     | Markus-Gemeinde                     |      | Alfred Führer                           | 1966/75              | I/P     | 7        | 1975 ein Register umgebaut und Erweiterung um ein selbstständiges Pedal                                                                                       |
| Emden     | Martin-Luther-Kirche                |      | Rudolf von Beckerath                    | 1995                 | III/P   | 44       | Große Orgel für romantisch-symphonische Musik → Orgel der Martin-Luther-Kirche (Emden)                                                                        |
| Emden     | Martin-Luther-Kirche                |      | Jürgen Ahrend                           | 1996                 | I       | 5        | Truhenorgel |
| Emden     | Mennonitenkirche                    |      | Alfred Führer                           | 1955                 | I/p     | 5        | |
| Emden     | Kirche Neue Heimat                  |      | Alexander Schuke                        | 1966                 | I/P     | 6        | |
| Emden     | Neue Kirche                         |      | Karl Schuke                             | 1958                 | II/P    | 20       | → Orgel der Neuen Kirche (Emden) |
| Emden     | Neue Kirche                         |      | Bartelt Immer                           | 1997                 | I       | 3        | Positiv mit Mensuren nach Gottfried Silbermann; vormals im Gemeindehaus Dollartstraße                                                                         |
| Emden     | Paulus-Gemeinde                     |      | Wilfried Müller, Detlef Kleuker         | 1971–1973, 1985      | II/P    | 19       | 1985 Erweiterungs-Umbau, bei dem Müllers 4 Vacant-Register ergänzt wurden                                                                                     |
| Emden     | Gemeindehaus Ringstraße             |      | Alfred Führer                           | 1966                 | I/p     | 4        | |
| Emden     | Schweizer Kirche                    |      | Ahrend & Brunzema                       | 1962/1985            | II/P    | 14       | 1985 von Ahrend erweitert → Orgel der Schweizer Kirche (Emden)                                                                                                |
| Emden     | St. Michael                         |      | Gebr. Stockmann                         | 1961                 | II/P    | 21       | 1992 von Gebr. Stockmann repariert |
| Emden     | St. Walburga                        |      | Eberhard Friedrich Walcker              | 1960                 | I/P     | 7        | Ursprünglich in Bremen, 1995 nach Emden überführt |
| Jarßum    | Jarßumer Kirche                     |      | Alexander Schuke                        | 1971                 | I/p     | 5        | |
| Larrelt   | Larrelter Kirche                    |      | Johannes Millensis, Gerd Sieben Janssen | 1618–1619, 1848–1855 | I/p     | 11       | Register der Spätrenaissance zur Hälfte erhalten; 1954/88 von Ahrend & Brunzema restauriert → Orgel der Larrelter Kirche                                      |
| Petkum    | St.-Antonius-Kirche                 |      | Valentin Ulrich Grotian, Alfred Führer  | 1694–1699, 1957–1962 | II/p    | 15       | Orgel hat viel erlitten und ist noch nicht grundlegend restauriert; 1989–1990 Instandsetzung durch Krummhörner Orgelwerkstatt. 5 Register sind noch original. |
| Twixlum   | Twixlumer Kirche                    |      | Theodor Kuhn                            | 1965                 | I/p     | 6        | 1995 von Bartelt Immer repariert |
| Uphusen   | Uphuser Kirche                      |      | Wilhelm Caspar Joseph Höffgen           | 1825–1831            | I/p     | 14       | Südländische Kennzeichen durch aufgeteilte Mixtur; Orgel nahezu vollständig erhalten; 1997 Restaurierung durch Bartelt Immer                                  |
| Wolthusen | Wolthuser Kirche                    |      | Johann Friedrich Wenthin                | 1790–1793            | I/p     | 8        | 4 Register von Wenthin erhalten; 1984–1985 von Orgelbau Alfred Führer restauriert                                                                             |
| Wybelsum  | Wybelsumer Kirche (Gemeindezentrum) |      | Ahrend & Brunzema                       | 1965                 | I/p     | 6        | Pfeifenwerk teils von P. Furtwängler & Hammer; 1993 von Jürgen Ahrend renoviert                                                                               |